# Jay Marshall
Jay William Marshall, né le 25 février 1983 à Saint-Louis (Missouri) aux États-Unis, est un lanceur gaucher de baseball évoluant en Ligue majeure de baseball en 2007 et 2009 avec les Athletics d'Oakland. Il est actuellement blessé et agent libre.

## Carrière
Après des études secondaires à la John F. Kennedy Catholic High School de Manchester (Missouri), Jay Marshall suit des études supérieures au Jefferson College. Il est drafté le 4 juin 2002 par les White Sox de Chicago au 25e tour de sélection. Encore joueur de Ligues mineures, il est transféré chez les Athletics d'Oakland le 7 décembre 2006.
Jay Marshall joue sa première partie en Ligue majeure le 2 avril 2007 avec les Athletics d'Oakland. Il lance 42 manches en 51 sorties en relève pour cette équipe à sa première saison, remportant une victoire contre deux défaites et affichant une moyenne de points mérités de 6,43. Après une année en ligue mineure, il apparaît dans 10 parties des A's en 2009.
Il est réclamé au ballottage par les Mets de New York en janvier 2010. En février, Marshall souffre d'une tendinite à l'épaule gauche et les Mets tentent de faire invalider leur acquisition au ballottage, soutenant que le lanceur était déjà blessé au moment où il a été réclamé.
Blessé, Marshall ne se présente pas au camp d'entraînement des Mets. Le club demande au Commissaire du baseball d'annuler le transfert. De retour à Oakland le 9 mars, il est libéré de son contrat et devient agent libre.

## Statistiques
En saison régulière
| Statistiques de lanceur |         |    |    |    |     |   |   |    |      |    |       |
| Saison                  | Équipe  | G  | GS | CG | SHO | V | D | SV | IP   | SO | ERA   |
| 2007                    | Oakland | 51 | 0  | 0  | 0   | 1 | 2 | 0  | 42.0 | 18 | 6,43  |
| 2009                    | Oakland | 10 | 0  | 0  | 0   | 0 | 2 | 0  | 7.1  | 1  | 14,73 |
| Totaux                  | Totaux  | 61 | 0  | 0  | 0   | 1 | 4 | 0  | 49.1 | 19 | 7,66  |

Note: G = Matches joués ; GS = Matches comme lanceur partant ; CG = Matches complets ; SHO = Blanchissages ; 
V = Victoires ; D = Défaites ; SV = Sauvetages ; IP = Manches lancées ; SO = retraits sur des prises ; ERA = Moyenne de points mérités.